# クレイグ・ライス
クレイグ・ライス（Craig Rice、1908年6月5日 - 1957年8月28日）は、アメリカの推理作家。
推理小説界のドロシー・パーカーといわれている。

## 主な作品

### マローン弁護士もの（長編）
- Eight Faces at Three (1939)

『マローン売り出す』 光文社文庫、小鷹信光訳、光文社、1987年
『時計は三時に止まる』創元推理文庫、小鷹信光訳、東京創元社、1992年
- The Corpse Steps Out (1940)

『マローン勝負に出る』EQ 88.05-88.07 (二回分載)、小鷹信光訳、光文社、1988年
『死体は散歩する』創元推理文庫、小鷹信光訳、東京創元社、1989年
- The Wrong Murder (1940)

『大はずれ殺人事件』ハヤカワ・ポケット・ミステリ、長谷川修二訳、早川書房、1955年
『大はずれ殺人事件』ハヤカワ・ミステリ文庫、小泉喜美子訳、早川書房、1977年
- The Right Murder (1941)

『大あたり殺人事件』ハヤカワ・ポケット・ミステリ、長谷川修二訳、早川書房、1956年
『大あたり殺人事件』ハヤカワ・ミステリ文庫、小泉喜美子訳、早川書房、1977年
- Trial by Fury (1941)

『暴徒裁判』ハヤカワ・ポケット・ミステリ、恩地三保子訳、早川書房、1962年
『暴徒裁判』ハヤカワ・ミステリ文庫、山本やよい訳、早川書房、2005年
- The Big Midget Murders (1942)

『矮人殺人事件』別冊宝石50号、平井イサク訳、宝石社、1955年10月
『こびと殺人事件』創元推理文庫、山田順子訳、東京創元社、1994年
- Having Wonderful Crime (1943)

『素晴らしき犯罪』ハヤカワ・ポケット・ミステリ、長谷川修二訳、早川書房、1960年
『素晴らしき犯罪』ハヤカワ・ミステリ文庫、小泉喜美子訳、早川書房、1982年
- The Lucky Stiff (1945)

『幸運な死体』別冊宝石50号、平井喬訳、宝石社、1955年10月
『幸運な死体』ハヤカワ・ミステリ文庫、小泉喜美子訳、早川書房、1982年
- The Fourth Postman (1948)

『第四の郵便屋』新樹社ぶらっく選書、妹尾韶夫訳　1950年
『第四の郵便配達夫』創元推理文庫、田口俊樹訳、東京創元社、1988年
- My Kingdom for a Hearse (1957)

『わが王国は霊柩車』ハヤカワ・ポケット・ミステリ、中村能三訳、早川書房、1965年
- Knocked for a Loop (1957)

『マローン御難』ハヤカワ・ポケット・ミステリ、森郁夫訳、早川書房、1959年
『マローン御難』ハヤカワ・ミステリ文庫、山本やよい訳、早川書房、2003年
- But the Doctor Died (1967)

### マローン弁護士もの（短編集）
- The Name is Malone (1958)

『マローン殺し―マローン弁護士の事件簿〈1〉』創元推理文庫、山田順子訳、東京創元社、1997年1月
- His Heart Could Break (1943)   胸が張り裂ける - ライス最初の短編。
- The Name Is Malone (1943)   マローン殺し - 表題作。アンソロジー「クイーンの定員」に採用。
- And the Birds Still Sing (1952)   そして鳥は歌いつづける
- The Tears of Evil (1953)   邪悪の涙

- People vs. Withers and Malone (1963)

『被告人、ウィザーズ&マローン』論創海外ミステリ、宮澤洋司訳、論創社、2014年6月 - スチュアート・パーマーとの合作
- Once Upon a Train (1950)   今宵、夢の特急で（汽笛一声）
- Cherchez la Frame (1951)   罠を探せ
- Autopsy and Eva (1954)   エヴァと三人のならず者（三人目の男）

- Murder, Mystery and Malone (2002)

### マローン弁護士もの（短編）
- The Bells Are Ringing (1951/11) 鐘は鳴る鳴る、岩田宏訳、マンハント(Manhunt)1962/10 No.51
- I'm a Stranger Here Myself (1954/2) わたしもよそ者です、岩田宏訳、マンハント(Manhunt)1962/12 No.53
- No Vacancies (1954/6) あかない部屋、岩田宏訳、マンハント(Manhunt)1962/11 No.52
- Cheese It, the Corpse (1957/11) 死体からずらかれ!、岩田宏訳、マンハント(Manhunt)1963/4 No.52

### ハンサムとビンゴもの
- The Sunday Pigeon Murders (1942)

『セントラル・パーク事件』ハヤカワ・ポケット・ミステリ、大門一男訳、早川書房、1957年
『セントラル・パーク事件』ハヤカワ・ミステリ文庫、羽田詩津子訳、早川書房、2006年
『サンデー・ピジョン事件』別冊宝石、宝石社、1955年
- The Thursday Turkey Murders (1942)

『七面鳥殺人事件』ハヤカワ・ポケット・ミステリ、小笠原豊樹訳、早川書房、1959年
- The April Robin Murders (1958)

『エイプリル・ロビン殺人事件』ハヤカワ・ポケット・ミステリ、森郁夫訳、早川書房、1959年　 ライスの遺作をエド・マクベインが完成させた

### メルヴィル・フェアもの（マイケル・ヴェニング名義）作品
- The Man Who Slept All Day (1942)

『眠りをむさぼりすぎた男』世界探偵小説全集10、森英俊訳、国書刊行会、1995年
- Murder Through the Looking Glass (1943)

『もうひとりのぼくの殺人』森英俊訳、原書房、ヴィンテージ・ミステリー・シリーズ、2000年
- Jethro Hammer (1944)

### ジプシー・ローズ・リー名義作品
- The G-String Murders (1941) ジプシー・ローズ・リーの代作

『Gストリング殺人事件』黒沼健訳、汎書房、1950年
『Gストリング殺人事件』柿沼瑛子訳、国書刊行会、2022年
- Mother Finds a Body (1942)

『ママ、死体を発見す』論創海外ミステリ48、水野恵訳、論創社、2006年

### ジョージ・サンダース名義作品
- Crime on My Hands (1944) ジョージ・サンダースの代作

『ジョージ・サンダース殺人事件』ヴィンテージ・ミステリ・シリーズ、森村たまき訳、原書房、2015年7月23日

### ダフネ・サンダース名義作品
- To Catch a Thief (1943)

### ノンシリーズ
- Telefair (1942; non-series)
- Home Sweet Homicide (1944)

『スイート・ホーム殺人事件』ハヤカワ・ポケット・ミステリ、のちミステリ文庫、長谷川修二訳、早川書房、1957年
『スイート・ホーム殺人事件』ハヤカワ・ミステリ文庫、羽田詩津子訳、早川書房、1982年
- Innocent Bystander (1949)

『居合わせた女』ハヤカワ・ポケット・ミステリ、恩地三保子訳、早川書房、1961年
- The Pickled Poodles (1960)

### 映画
- en:The Falcon's Brother (1942, 脚本)
- en:The Falcon in Danger (1943, 脚本)
- Having Wonderful Crime（『ハネムーン騒動』） (1945) パット・オブライエン(マイケル・J・マローン), ジョージ・マーフィ (Jake Justus), en:Carole Landis (Helene Justus)
- en:Home Sweet Homicide (1946) ペギー・アン・ガーナー, ディーン・ストックウェル , Connie Marshall, en:Lynn Bari, ランドルフ・スコット
- en:Tenth Avenue Angel (1948) マーガレット・オブライエン , アンジェラ・ランズベリー
- en:The Lucky Stiff (1949) ブライアン・ドンレヴィ (John J. Malone), ドロシー・ラムーア (Anna Marie St. Claire), Robert Armstrong(Von Flanagan 検査官)
- en:The Underworld Story (1950) en:Dan Duryea, ハーバート・マーシャル, en:Gale Storm
- Mrs. O'Malley and Mr. Malone (1950) ジェームズ・ホイットモア(John J. Malone), en:Marjorie Main(Hattie O'Malley)
- The Eddie Cantor Story (1953)

### ラジオ
The Amazing Mr. Malone (Murder and Mr. Malone) , 1948 (ABC), 1951 (NBC) 
John J. Malone：en:Gene Raymond、en:Frank Lovejoy、George Petrie

### テレビ
The Amazing Mr. Malone (1951–1952), en:Lee Tracy(John J. Malone)
ママに贈る大事件(1969), 原作(『スイート・ホーム殺人事件』)